# Enicospilus hansonorum
Enicospilus hansonorum là một loài tò vò trong họ Ichneumonidae.